# Liste der Staats- und Territorienmottos in den Vereinigten Staaten

Nil sine numine, das Motto von Colorado auf seinem Staatssiegel

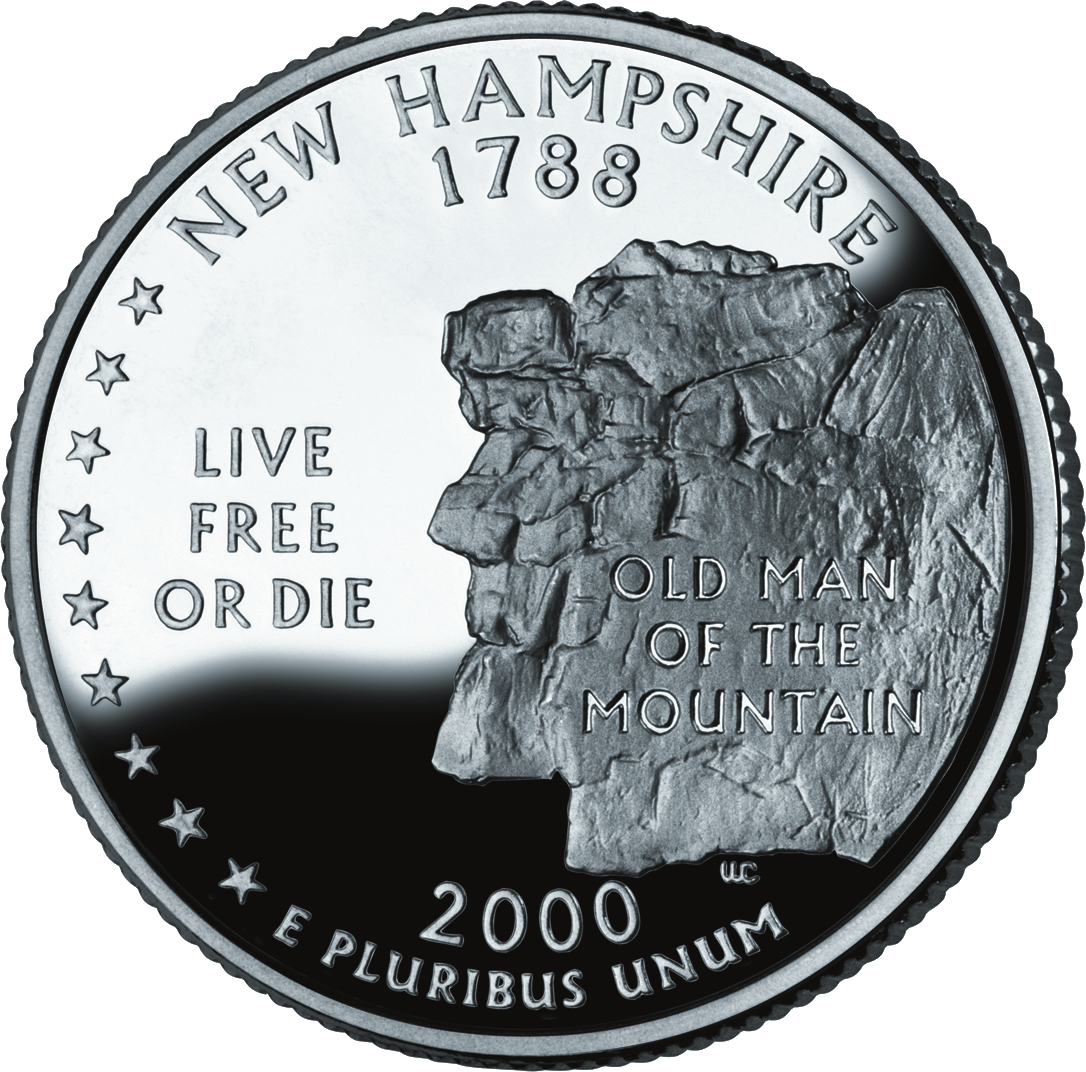
Live free or die, das Motto von New Hampshire auf einem Geldstück (State Quarters)

Eureka, das Motto von Kalifornien auf seinem Staatssiegel

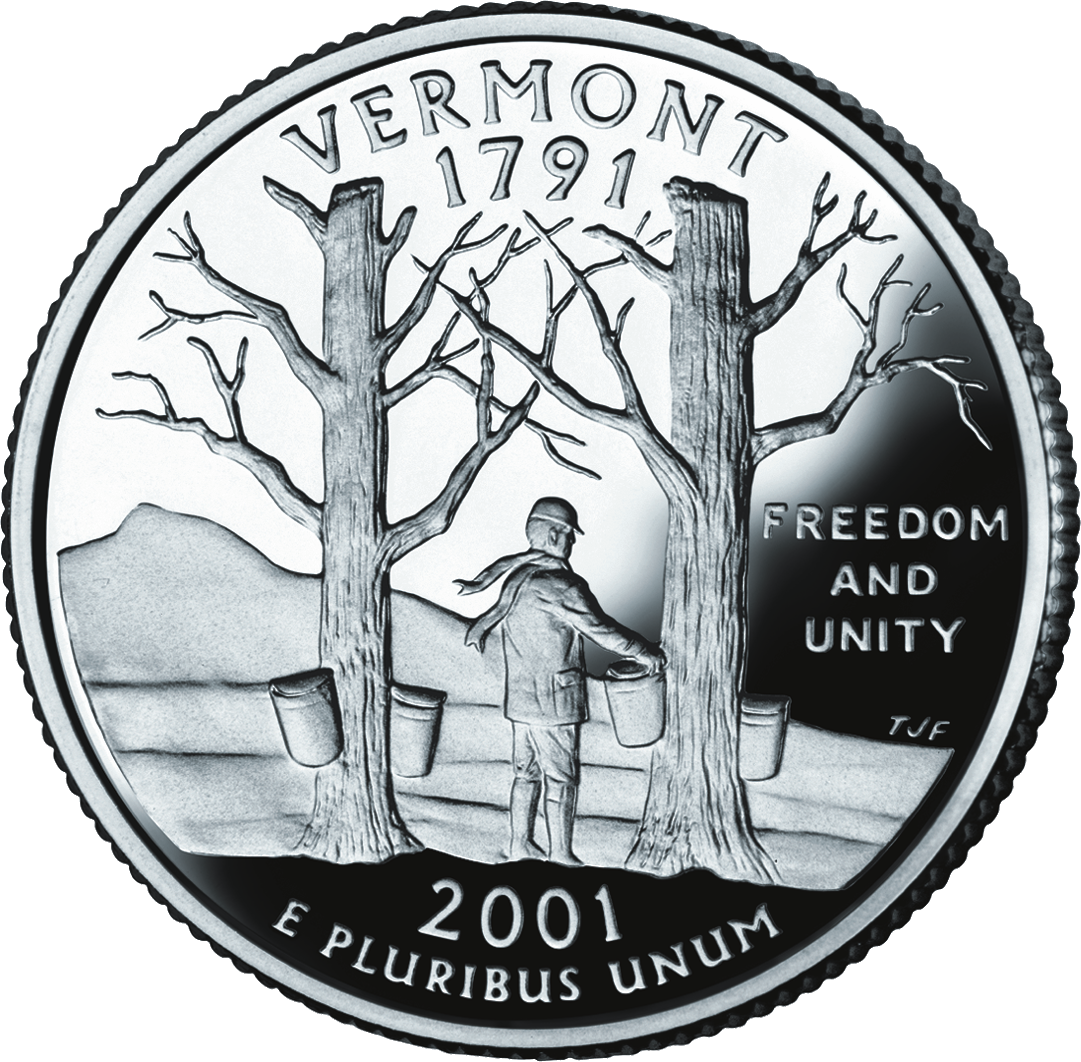
Freedom and Unity, das Motto von Vermont auf einem Geldstück (State Quarters)

In God we trust, das Motto von Florida auf seinem Staatssiegel

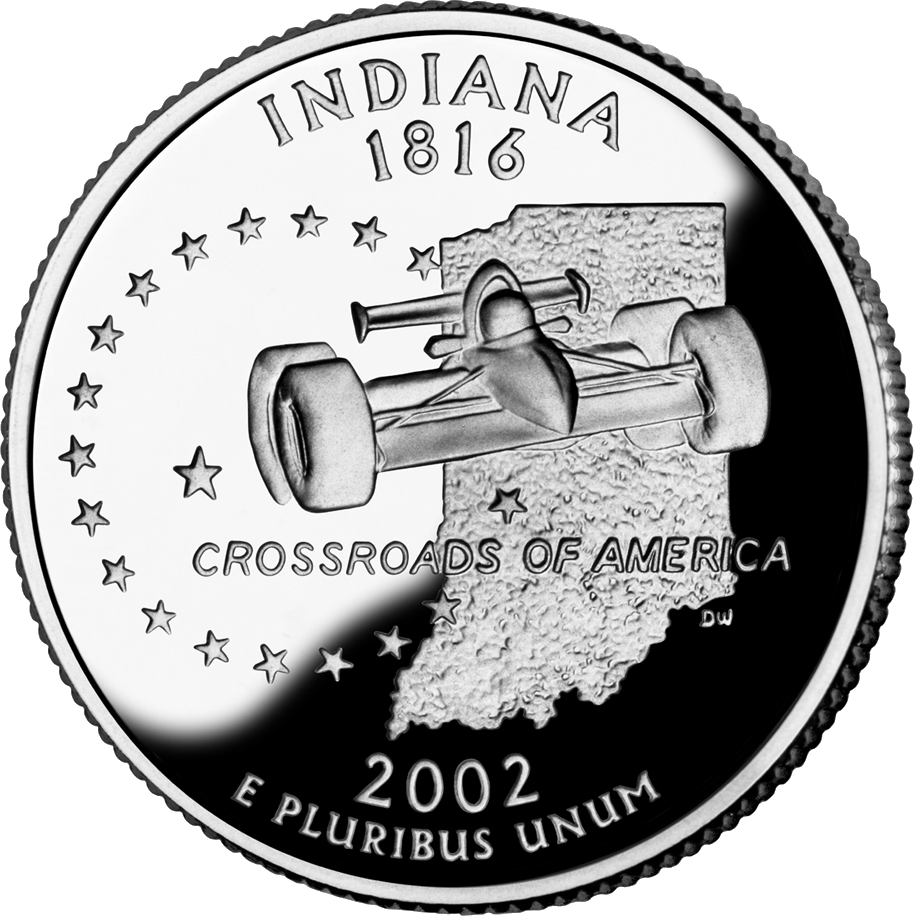
Crossroads of America, das Motto von Indiana auf einem Geldstück (State Quarters)

Ad astra per aspera, das Motto von Kansas auf seinem Staatssiegel

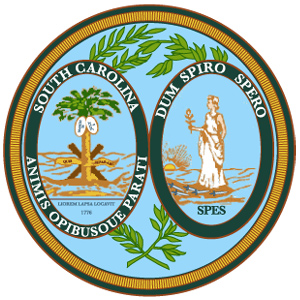
South Carolina hat zwei Staatsmottos

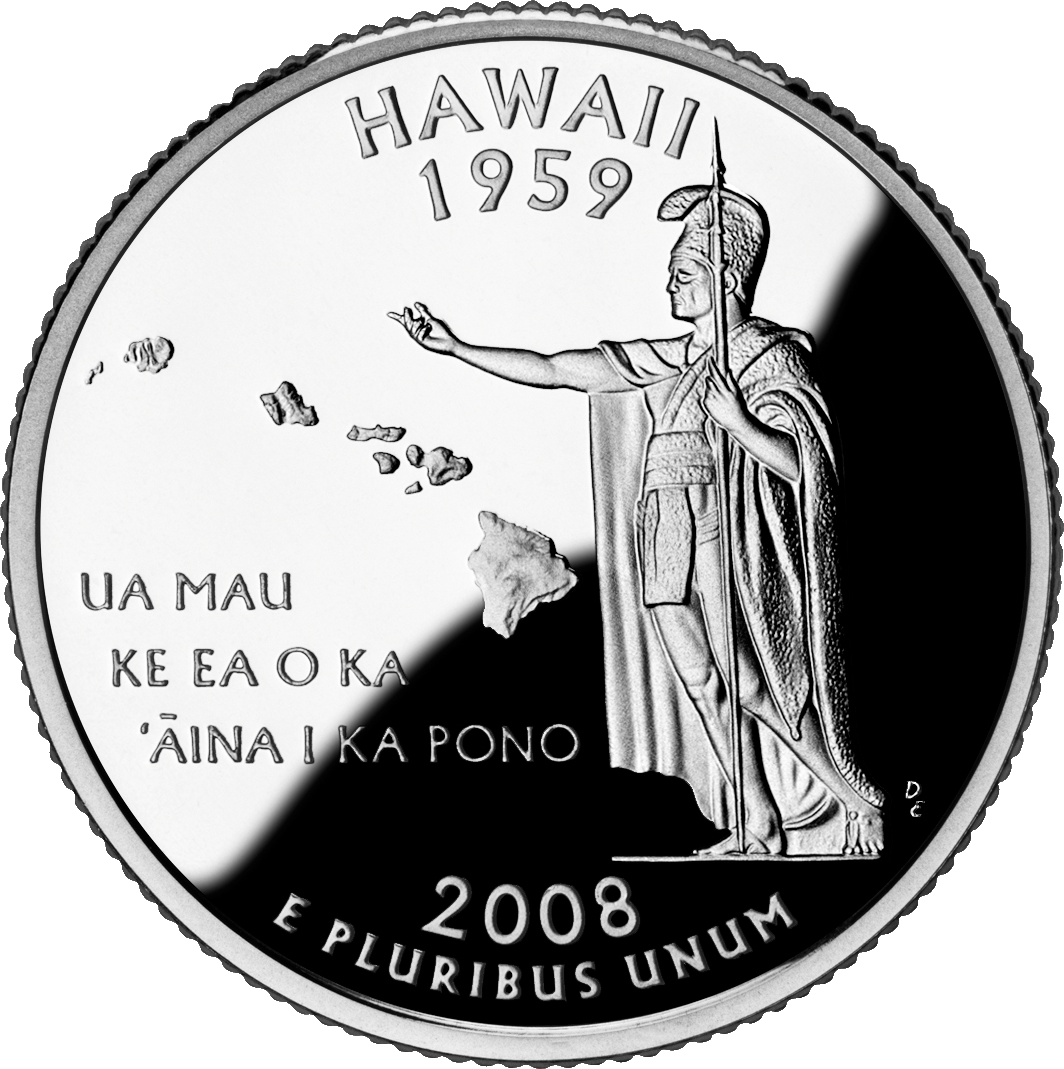
Ua Mau ke Ea o ka ʻĀina i ka Pono, das Motto von Hawaii auf einem Geldstück (State Quarters)

Diese Liste umfasst alle Staats- und Territorienmottos in den Vereinigten Staaten.
Alle der 50 Bundesstaaten Bundesstaat der Vereinigten Staaten haben ein Staatsmotto, auch die drei Territorien haben ein Motto. Ein Motto ist ein Ausdruck, der für die Beschreibung der allgemeinen Motivation oder Absicht einer Organisation genutzt wird. Staatsmottos können manchmal auf Siegeln oder Flaggen gefunden werden. Manche Staaten haben ein offiziell von einer Staatsregierung verabschiedetes Motto, andere sind bloß auf den Siegeln abgebildet. Das Motto der Vereinigten Staaten selbst ist In God we trust („Wir vertrauen auf Gott“), verabschiedet vom Kongress und eingeführt von Präsident Dwight D. Eisenhower am 30. Juli 1956. Das Motto E pluribus unum („Aus vielen eines“) wurde für das große Siegel der Vereinigten Staaten seit 1782 genutzt, wurde jedoch niemals als nationales Motto durch die Legislative verwendet.
South Carolina hat zwei offizielle Mottos, beide auf Latein. Kentucky hat auch zwei Mottos, eines auf Latein, das andere auf Englisch. Alle anderen Bundesstaaten haben nur ein Motto, bis auf die Nördlichen Marianen, welche kein Motto haben. Englisch und Latein sind die meistgenutzten Sprachen der Staatsmottos, genutzt von 25 bzw. 23 Staaten und Territorien. Acht Staaten und Territorien nutzen andere Sprachen, von denen jede nur ein Mal genutzt wird. Acht Staaten und zwei Territorien haben ihre Mottos auf den State Quarters, einer Gedenkmünzeinserie; 38 Staaten und vier Territorien haben ihre Mottos auf ihren Siegeln.
Die Daten, die, wo möglich, angegeben werden, sind die frühesten Daten, wann die Mottos zuerst im offiziellen Sinne genutzt wurden. Manche Staatsmottos sind nicht offiziell, aber auf dem offiziellen Staatssiegel vorhanden. In diesem Fall ist das Datum der Veröffentlichung des Siegels angegeben.
Die früheste Nutzung eines Staatssiegel war in Puerto Rico, Joannes est nomen eius („Johannes ist sein Name“). Diese erfolgte auf der Insel 1511 von den Spaniern.

## Staats- und Territorienmottos
| Staat                                    | Motto                                                   | Deutsche Übersetzung                                                                                 | Originalsprache | Jahr      | Einzelnachweis       |
| ---------------------------------------- | ------------------------------------------------------- | --- | --------------- | --------- | -------------------- |
| Alabama                                  | Audemus jura nostra defendere                           | Wörtlich: Wir wagen es, unsere Rechte zu verteidigen Bedeutung: Wir dürfen unsere Rechte verteidigen | Latein          | 1923      | [ 6 ]                |
| Alaska                                   | North to the future                                     | Nach Norden zur Zukunft                                                                              | Englisch        | 1967      | [ 7 ]                |
| Amerikanisch-Samoa                       | Samoa, Muamua Le Atua                                   | Samoa, Gott an erster Stelle                                                                         | Samoanisch      | 1973      | [ 8 ]                |
| Arizona                                  | Ditat Deus                                              | Gott bereichert                                                                                      | Latein          | 1863      | [ 9 ] [ 10 ]         |
| Arkansas                                 | Regnat populus                                          | Das Volk herrscht                                                                                    | Latein          | 1907      | [ 11 ]               |
| Colorado                                 | Nil sine numine                                         | Nichts ohne Gottes Willen                                                                            | Latein          | 1861      | [ 12 ]               |
| Connecticut                              | Qui transtulit sustinet                                 | Der, der uns herüberbrachte, wird uns stützen                                                        | Latein          | 1662      | [ 13 ]               |
| Delaware                                 | Liberty and independence                                | Freiheit und Unabhängigkeit                                                                          | Englisch        | 1847      | [ 14 ]               |
| District of Columbia (Washington, D. C.) | Justitia omnibus                                        | Gerechtigkeit für alle                                                                               | Latein          | 1871      | [ 15 ]               |
| Florida                                  | In God we trust                                         | Wir vertrauen auf Gott                                                                               | Englisch        | 1868      | [ 16 ]               |
| Georgia                                  | Wisdom, justice, and moderation                         | Weisheit, Gerechtigkeit und Mäßigung                                                                 | Englisch        | 1798      | [ 17 ] [ 18 ]        |
| Guam                                     | Tånó I' Man Chamorro                                    | Land der Chamorro                                                                                    | Chamorro        | 1945      | [ 4 ]                |
| Hawaii                                   | Ua Mau ke Ea o ka ʻĀina i ka Pono                       | Das Leben des Landes ist verewigt in Rechtschaffenheit                                               | Hawaiisch       | 1843      | [ 19 ] [ 20 ]        |
| Idaho                                    | Esto perpetua                                           | Ewig soll es bestehen                                                                                | Latein          | 1890      | [ 21 ]               |
| Illinois                                 | State sovereignty, national union                       | Staatliche Souveränität, nationale Vereinigung                                                       | Englisch        | 1819      | [ 22 ]               |
| Indiana                                  | The crossroads of America                               | Die Kreuzung Amerikas                                                                                | Englisch        | 1937      | [ 23 ]               |
| Iowa                                     | Our liberties we prize and our rights we will maintain  | Wir würdigen unsere Freiheiten und pflegen unsere Rechte                                             | Englisch        | 1847      | [ 24 ]               |
| Kalifornien                              | Eureka                                                  | Ich habe es herausgefunden                                                                           | Griechisch      | 1849      | [ 25 ]               |
| Kansas                                   | Ad astra per aspera                                     | Auf rauhen Pfaden zu den Sternen                                                                     | Latein          | 1861      | [ 26 ]               |
| Kentucky                                 | United we stand, divided we fall Deo gratiam habeamus   | Vereint stehen wir, getrennt fallen wir Lasst uns Gott dankbar sein                                  | Englisch Latein | 1942 2002 | [ 3 ]                |
| Louisiana                                | Union, justice, confidence                              | Einigkeit, Gerechtigkeit, Vertrauen                                                                  | Englisch        | 1902      | [ 27 ]               |
| Maine                                    | Dirigo                                                  | Ich leite                                                                                            | Latein          | 1820      | [ 28 ]               |
| Maryland                                 | Fatti maschii parole femine                             | Wörtlich: Männliche Taten, weibliche Worte Bedeutung: Entschlossene Taten, vorsichtige Wortwahl      | Italienisch     | 1874      | [ 29 ] [ 30 ]        |
| Massachusetts                            | Ense petit placidam sub libertate quietem               | Mit dem Schwert sucht er friedliche Ruhe in Freiheit                                                 | Latein          | 1775      | [ 31 ]               |
| Michigan                                 | Si quaeris peninsulam amoenam circumspice               | Wenn du eine liebliche Halbinsel suchst, schau um dich                                               | Latein          | 1835      | [ 32 ] [ 33 ]        |
| Minnesota                                | L'étoile du Nord                                        | Der Stern des Nordens                                                                                | Französisch     | 1861      | [ 34 ]               |
| Mississippi                              | Virtute et armis                                        | Mit Mut und Waffen                                                                                   | Latein          | 1894      | [ 35 ]               |
| Missouri                                 | Salus populi suprema lex esto                           | Lass das Wohlergehen der Menschen das oberste Gesetz sein                                            | Latein          | 1822      | [ 36 ]               |
| Montana                                  | Oro y plata                                             | Gold und Silber                                                                                      | Spanisch        | 1865      | [ 37 ]               |
| Nebraska                                 | Equality before the law                                 | Gleichheit vor dem Gesetz                                                                            | Englisch        | 1867      | [ 38 ]               |
| Nevada                                   | All for our country                                     | Alles für unser Land                                                                                 | Englisch        | 1866      | [ 39 ]               |
| New Hampshire                            | Live free or die                                        | Lebe frei oder stirb                                                                                 | Englisch        | 1945      | [ 40 ]               |
| New Jersey                               | Liberty and prosperity                                  | Freiheit und Wohlstand                                                                               | Englisch        | 1928      | [ 41 ]               |
| New Mexico                               | Crescit eundo                                           | Es wächst beim Voranschreiten                                                                        | Latein          | 1887      | [ 42 ]               |
| New York                                 | Excelsior                                               | Höher hinaus                                                                                         | Latein          | 1778      | [ 43 ]               |
| Nördliche Marianen                       | –                                                       | – | –               | –         | [ 5 ]                |
| North Carolina                           | Esse quam videri                                        | Mehr sein als scheinen                                                                               | Latein          | 1893      | [ 44 ]               |
| North Dakota                             | Liberty and union, now and forever, one and inseparable | Freiheit und Einheit, heute und für immer, eins und unzertrennlich                                   | Englisch        | 1889      | [ 45 ]               |
| Ohio                                     | With God, all things are possible                       | Mit Gott sind alle Dinge möglich                                                                     | Englisch        | 1959      | [ 46 ]               |
| Oklahoma                                 | Labor omnia vincit                                      | Arbeit besiegt alles                                                                                 | Latein          | 1893      | [ 47 ] [ 48 ] [ 49 ] |
| Oregon                                   | Alis volat propriis                                     | Sie fliegt mit ihren eigenen Flügeln                                                                 | Latein          | 1854      | [ 50 ]               |
| Pennsylvania                             | Virtue, liberty, and independence                       | Tugend, Freiheit und Unabhängigkeit                                                                  | Englisch        | 1875      | [ 51 ]               |
| Puerto Rico                              | Joannes est nomen eius                                  | Johannes ist sein Name                                                                               | Latein          | 1511      | [ 52 ] [ 53 ]        |
| Rhode Island                             | Hope                                                    | Hoffnung                                                                                             | Englisch        | 1644      | [ 54 ]               |
| South Carolina                           | Dum spiro spero Animis opibusque parati                 | Solange ich atme, hoffe ich Bereit in Herz und Quelle                                                | Latein          | 1777      | [ 2 ]                |
| South Dakota                             | Under God the people rule                               | Die Menschen regieren unter Gott                                                                     | Englisch        | 1885      | [ 55 ]               |
| Tennessee                                | Agriculture and commerce                                | Landwirtschaft und Handel                                                                            | Englisch        | 1802      | [ 56 ]               |
| Texas                                    | Friendship                                              | Freundschaft                                                                                         | Englisch        | 1930      | [ 57 ]               |
| Utah                                     | Industry                                                | Fleiß                                                                                                | Englisch        | 1896      | [ 58 ] [ 59 ]        |
| Vermont                                  | Freedom and unity                                       | Freiheit und Einheit                                                                                 | Englisch        | 1779      | [ 60 ]               |
| Virginia                                 | Sic semper tyrannis                                     | Wörtlich: So immer zu Tyrannen Bedeutung: Tod den Tyrannen                                           | Latein          | 1776      | [ 61 ]               |
| Virgin Islands (Jungferninseln)          | United in pride and hope                                | Vereint in Stolz und Hoffnung                                                                        | Englisch        | 1991      | [ 62 ]               |
| Washington                               | Al-ki                                                   | Irgendwann                                                                                           | Chinook Wawa    | –         | [ 63 ]               |
| West Virginia                            | Montani semper liberi                                   | Bergbewohner sind immer frei                                                                         | Latein          | 1863      | [ 64 ]               |
| Wisconsin                                | Forward                                                 | Vorwärts                                                                                             | Englisch        | 1851      | [ 65 ]               |
| Wyoming                                  | Equal rights                                            | Gleiche Rechte                                                                                       | Englisch        | 1893      | [ 66 ]               |